# Ягодово (Пловдивская область)
Ягодово (болг. Ягодово) — село в Болгарии. Находится в Пловдивской области, входит в общину Родопи. Население составляет 3 143 человека.

## Политическая ситуация
В местном кметстве Ягодово, в состав которого входит Ягодово, должность кмета (старосты) исполняет Филип Георгиев Кырмов (Болгарский земледельческий народный союз (БЗНС)) по результатам выборов правления кметства.
Кмет (мэр) общины Родопи — Йордан Георгиев Шишков (Болгарская социалистическая партия (БСП)) по результатам выборов в правление общины.